# Friedrich Hebbel
Christian Friedrich Hebbel (psevdomin Dr. J. F. Franz), * 18. marec 1813, Wesselburn, Dithmarschen, Nemčija, † 13. december 1863, Dunaj.

## Življenjepis
Friedrich Hebbel - se je rodil 18. marca leta 1813 v Wesselburnu kot sin zidarja. Bil je danskega rodu, saj je regija Norderdirtmarschen v kateri je živel, vse od leta 1559 pa do tik po smrti Friedricha Hebbla bila pod dansko vladavino, na kar so jo prevzele pruske čete. Po tem, ko je družina Hebbel morala zapustiti svojo hišo, ker oče ni plačal jamščine, se je njihov družbeni položaj močno poslabšal.
Po očetovi smrti leta 1827 je Hebbel šel v službo k advokatu Mohru, pri katerem je najprej opravljal funkcijo kurirja in nato pisarja. Živel je v nadvse skromnih življenjskih razmerah, saj si je moral svojo prenočišče pod stopniščem deliti s kočijažem. Med svojim bivanjem pri Mohru je Hebbel, ki je že od nekdaj rad prebiral knjige, vedno z veseljem zahajal v tamkajšnjo knjižnico. V njej je Hebbel spisal tudi svoje prve verze, ki so delno izšli v časopisu Eiderstedter Bote. 
Kmalu za tem je na Hebbla postala pozorna urednica revije Neue Pariser Modeblätter Amalia Schoppe. V tej reviji je Hebbel izdal tudi več svojih pesmi. Amalia Schoppe je Hebbla finančno podpirala ter ga tudi odpeljala s seboj v Hamburg, kjer se je udejstvoval v Znanstvenem društvu 1817 (nem. Wissenschaftlicher Verein von 1817). V Hamburgu je Hebbel spoznal Elise Lensing, v katero se je zaljubil in ki ga je tudi podpirala. Na svoj 22. rojstni dan, 18. marca 1835, je Hebbel začel pisati dnevnik.
Zahvaljujoč štipendiji se je leta 1836 Hebbel preselil v Heidelberg, kjer je kot gostujoči študent obiskoval predavanja iz prava, hkrati pa je bil tudi popolnoma brez finančnih sredstev.  Tam je spoznal Emila Rousseauja. V septembru pa je začel svoj pohod od Strasbourga preko Stuttgarta in Tübingena pa vse do Münchna, kjer je pristal pri mizarskem mojstru Antonu Schwarzu, ki je bil kot vse kaže njegov navdih za lik mizarskega mojstra Antona v njegovi tragediji Marija Magdalena. Med drugim je obiskoval tudi predavanja Josepha Görresa, ki je bil zagovornik demokratičnega gibanja. 
1838 je Hebbel še vedno živel pri mizarskem mojstru, kjer se je zaljubil tudi v njegovo hčer Josephe Beppi Schwarz. Kljub temu je 1839 odpotoval iz Münchna nazaj v Hamburg, kjer ga je sprejela Elise Lensing. Elise je skrbela zanj, ko je hudo zbolel. Leta 1840 mu je nato rodila sina, ki so ga dve leti kasneje v Wandsbecku, ki je takrat spadal pod regijo Holstein krstili pod imenom Max Hebbel. 
Od 1843 se je Hebblovo življenje radikalno spremenilo, začel je namreč bolehati za sklepno revmo. Po drugi strani pa je od danskega kralja Cristiana VIII. za dve leti dobil »potovalno« štipendijo. Odpotoval je v Pariz, kjer je spoznal Heinricha Heineja in Arnolda Rugeja. Spoprijateljil se je s Felixom Bambergom in med mučnim dopisovanjem z Elise, ki je bila zopet noseča z njim, je napisal tragedijo Marija Magdalena, ki jo je dokončal decembra 1843. Ta čas je v Hamburgu umrl njegov sin Max. 
1844 se je rodil njegov drugi sin Ernst (1844 – 1847), zaradi katerega je Elise zahtevala takojšnjo poroko, na katero pa Hebbel ni pristal. Nato je potoval vse od Lyona, Avignona, Marseilla, pa do Rima, Neaplja, Trsta, Ancone, Gradca ter se naposled nastanil na Dunaju, kjer se je navkljub svoji skromnosti boril z revščino. Iz teh težav so mu pomagali bogati dunajčani, ki so bili nad njegovim delom zelo navdušeni. Istega leta je Hebbel nato poslal svojo disertacijo na Univerzo v Erlangnu, za katero so mu v njegovi odsotnosti podelili naziv dr. phil.

### Življenje na Dunaju
Na Dunaju, kjer je Hebbel živel do smrti, se je leta 1846 poročil z dvorno igralko Christine Enghausen s katero je imel sina Emila (1846 – 1847) in hčerko Christine oz. Titi (1847 – 1922). Poroka mu je prinesla družbeni položaj, ki mu je omogočal mirno ustvarjanje. Pisal je predvsem drame, kot so Agnes Bernauer, Gygnes in njegov prstan (nem. Gygnes und sein Ring) ter Nibelungi (nem. Die Nibelungen). Njegov največji uspeh je bila 1843 drama Marija Magdalena. Na Dunaju je bil zelo cenjen in je kot prvi za svoje delo prejel Schillerjevo nagrado. 
Ob Hebblovi poroki se je Elise Lensing, ki je vedno živela za Friedricha, življenje popolnoma sesulo. Z ljubečim pristopom je prijateljstvo med Hebblom in Elise obdržala prav Christine, ki je postala prav tako dobra prijateljica z Elise. Christine se je z Elise tako spoprijateljila, da ji je v Hamburgu, kjer je Elise 1854 pri svojih petdesetih letih tudi umrla, dala v rejništvo svojega nezakonskega sina Carla, ki ga ni imela s Hebblom.
Hebbel je bil dejaven tudi v družbenem in političnem smislu. Pozdravljal je načela marčevske revolucije, ob tem pa je ostajal lojalen monarhiji. 1849 je neuspešno kandidiral za Frankfurtski nacionalni svet, kljub temu da je bil skeptičen do demokratskih prepričanj. 
V svojih delih je ponazarjal tragične in prepletene dogodke iz svojega časa ter opozarjal na takratne probleme v družbi. Ostro se je obrnil proti svojemu sodobniku Adalbertu Stifterju, katerega prozo je označil kot prazno idilo. Le redko se je ognil kontroverznostim. Kar je na svoji koži občutila tudi njegova žena, ki je, ko je direktor Burgtheatra, postal Heinrich Lauber, ki ga je Hebbla večkrat kritiziral, dobivala le še stranske vloge, pa še te bolj poredko. Tudi do avstrijskih velikanov teatra, kot je bil Franz Grillparzer, ni bil Hebbel preveč prizanesljiv. 
Kot publicist je Hebbel pisal za različne časopise not npr. Wiener Zeitung, Augsburger Allgemeine Zeitung  ter Leipziški Illustrierte Zeitung. 
Ko je leta 1854 umrla Elise Lensing, je Hebbel dal okrasiti njen nagrobnik z verzom:
Blumenkränze entführt dem Menschen der leiseste Westwind,
Dornenkronen jedoch nicht der gewaltigste Sturm!
Vence nam odnese že majhna sapica,
trnjeve krone pa nas ne reši niti vihar!
Friedrich Hebbel je umrl 13. decembra 1863 na Dunaju v 50. letu starosti. V zadnjih letih je bolehal za revmo, ki je bila menda posledica njegovih odrekanj, preden se je preselil na Dunaj.
Hebbel počiva na evangeličanskem pokopališču Matzleinsdorf na Dunaju ob svoji ženi. Leta 1869 so po njem poimenovala cesto na Dunaju (Hebbelgasse v 10. Okrožju), leta 2005 pa po njegovi ženi Christine-Enghaus-Weg (pot) v Penzingu.

## Dela:
- Judith, (1840; sl.1984)
- Genoveva, (1841)
- Der Diamant, (1841)
- Marija Magdalena (Maria Magdalena, 1843; sl. 1876)
- Anna, (1847)
- Tragedija na Siciliji (Trauerspiel in Sizilien, 1847)
- Julija in kralj Peter (Julia und König Peter, 1847)
- Krojač Nepomuk Schlägel na lovu za srečo (Der Schneidermeister Nepomuk Schlägel auf der Freudenjagd, 1847)
- Gospod Haidvogel in njegova družina (Herr Haidvogel und seine Familie, 1848)
- Ščuka (Schnock, 1848)
- Herodes und Mariamne, 1848
- Der Moloch, 1849–1850
- Der Rubin, 1851
- Agnes Bernauer, 1851
- Zapisi iz mojega življenja (Aufzeichnungen aus meinem Leben, 1854)
- Gyges in njegov prstan (Gyges und sein Ring, 1854)
- Mati in otrok (Mutter und Kind, 1857)
- Nibelungi (Die Nibelungen, 1861)
- Demetrius, nekončana drama
- Requiem duše ne pozabi (Requiem Seele vergiß sie nicht)
- Zvesta ljubezen (Treue Liebe)
- Dnevniki (Tagebücher)
- Ajdin deček  (Der Heideknabe)
- Sveto vino (Der heilige Wein)